# Petro Werhun
Petro Werhun (in ucraino Петро Іванович Вергун?) (Oblast' di Leopoli, 18 novembre 1890 – Angarsk, 7 febbraio 1957) è stato un presbitero ucraino, vittima della persecuzione dei cristiani in URSS e prigioniero del Gulag. Papa Giovanni Paolo II lo dichiarò martire e lo proclamò beato nel 2001.

## Biografia
Nacque nella famiglia di un falegname, nel 1909 fu chiamato alle armi dal Impero austro-ungarico, durante la prima guerra mondiale, combatte sul Fronte italiano (1915-1918); viene arruolato nell'Esercito di liberazione galiziano ucraino e combatte contro i polacchi. Dopo la disfatta passa al servizio dell'Armata Bianca e in seguito al servizio dell'Armata Rossa, viene fatto prigioniero dai polacchi, ma riesce a scappare e a rifugiarsi in Cecoslovacchia. Studia teologia all'Università Carolina a Praga. Il 30 ottobre 1927 viene ordinato sacerdote a Leopoli da metropolita Andrej Szeptycki, che lo manda a Berlino per assistere gli ucraini emigrati in Germania. Tiene i stretti rapporti con Stepan Bandera. Wergun pubblica articoli sui giornali locali, oltre ad essere assistente alla cattedra di storia ecclesiastica all'Humboldt-Universität zu Berlin. Con l'inizio della Seconda Guerra Mondiale inizia la deportazione in massa degli ucraini e di cittadini di altre nazionalità in Germania e nei territori occupati dai tedeschi, dove vengono sfruttati come forza lavoro. Il 23 novembre 1940 viene nominato amministratore apostolico per tutti gli ucraini greco-cattolici residenti in Germania. Quando il 22 febbraio 1945 l'Armata Rossa entra a Berlino il comando sovietico propone a Werhun di trasferirsi a Monaco di Baviera, ma lui si rifiuta. Viene arrestato il 9 maggio 1945, trasferito a Kiev. Nel 1946 la Corte Marziale lo condanna a 8 anni di Gulag da scontarsi in Siberia. Il 22 giugno 1952 viene liberato dal lager e condannato al confino nel villaggio di Angarsk, dove  muore il 7 febbraio 1957.
Viene beatificato il 27 giugno 2001, in occasione della visita di papa Giovanni Paolo II in Ucraina.